# Miguel Jiménez
Miguel „Wacho” Jiménez Ponce (ur. 14 marca 1990 w Ruiz) – meksykański piłkarz występujący na pozycji bramkarza, od 2024 roku zawodnik Puebli.